# Sala Bagdad
El Bagdad és un local d'espectacles eròtics a la ciutat de Barcelona a Catalunya. És considerat un dels més importants d'Europa en el seu gènere. La sala de festes és a una de les vies més concorregudes de Barcelona, Carrer Nou de la Rambla a l'alçada del Paral·lel. Juani de Lucía és la propietària del sala Bagdad. La sala Bagdad s'ha fet famosa a tot el món pels seus xous de sexe en viu, atraient milers de turistes cada any a Barcelona.

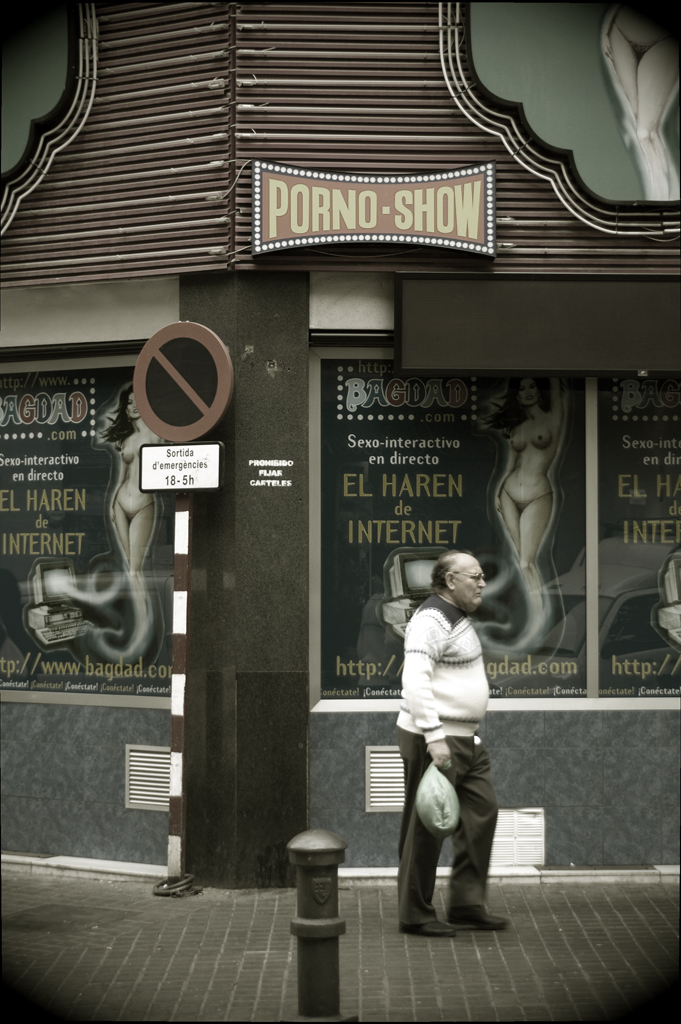
Sala Bagdad

El local ofereix una oferta molt variada, sempre dins de l'àmbit de l'erotisme i el sexe: comiats de solter, variats espectacles en viu, sopars amb espectacle eròtic, strippers en privat, erotisme a través d'internet, etcètera.
La sala Bagdad ha estat i és l'origen de grans artistes de l'erotisme que han aconseguit rellevància internacional, com Nacho Vidal, Sophie Evans, Christina Bella, el nan actor porno Holly One, la polifacètica contorsionista vaginal Baby Pin-Up, etcètera. Pel seu escenari també han passat Rocco Siffredi, Belladonna, Illona Staller, més coneguda com a Cicciolina, entre d'altres.